# Robert Spitz

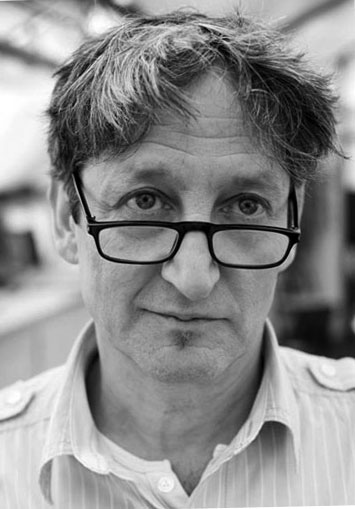
Robert Spitz, 2012

Robert Spitz (* 30. Mai 1955 in Straubing) ist ein deutscher Schauspieler, Schauspielcoach und Regisseur.

## Leben und Wirken
Im Jahr 1982 wurde Spitz von Marianne Rosenbaum fürs Kino entdeckt. In ihrem Filmdrama Peppermint Frieden spielte er eine Nebenrolle als Schreinergeselle und war als Produktions-Assistent beteiligt. Ab 1985 wirkte er in einigen Filmen von Herbert Achternbusch mit. Seine schauspielerische Ausbildung erhielt er unter anderem bei Thea Mertz, M. K. Lewis, Margie Haber, Rae Allen und Mark Travis. Spitz hatte Engagements am Bayerischen Staatsschauspiel München, Deutschen Schauspielhaus Hamburg, Münchner Kammerspiele, Schauburg-TdJ München und Münchner Volkstheater. Er arbeitete mit Regisseuren wie Klaus Weise, Helmut Griem und Peer Boysen zusammen. Er trat in verschiedenen Kino und TV-Filmen auf, wie z. B. in Jo Baiers Fernsehfilm Die Heimkehr und Xaver Schwarzenbergers Die Verführerin Adele Spitzeder (2012). Er war Co-Autor bei „Delikatessen und andere Schweinereien“, einer romantischen Liebeskomödie für Sat.1.
Seit 1998 ist er als Schauspielcoach tätig. In München unterrichtete er von 1999 bis 2001 an der Deutschen Schauspieler Akademie und gründete im Jahr 2000 eine Acting Class. Er lehrte als Dozent für an der Macromedia-Akademie für neue Medien (2002–2004), RATS Zürich und im Studio AChT in München (2010). Von 2001 bis 2002 gab er Seminare für den Dansk Skuespiellerforbund in Kopenhagen (2001–2002) und ab 2003 für FOCAL in Zürich. Im Jahr 2011 übernahm er Konzeption und Leitung des Projekts Acting for Film 3 bei Theater Halle 7. Ein Jahr später bot er Burn-In For Artists für professionelle Theater- und Filmschaffende an.
Spitz ist auch als Regisseur tätig. Theaterregie-Arbeiten von ihm wurden am kleinen theater Kammerspiele Landshut und Theater Halle 7 aufgeführt. Er führte Filmregie bei 15 Kurzfilmen im Rahmen von dem Projekt Acting for Film 3. 2018 übernahm er die Leitung des Theaters Blaue Maus, seit 2019 dasvinzenz.
Er lebt und arbeitet in München.

## Filmografie (Auswahl)
- 1983: Peppermint Frieden
- 1984: Wanderkrebs
- 1985: Die Föhnforscher
- 1985: Lebe kreuz und sterbe quer
- 1998: Krambambuli
- 1990: Der Rausschmeißer (Fernsehfilm)
- 1990: Werner – Beinhart!
- 1991: Das serbische Mädchen
- 1995: Der Leihmann
- 2001: Allein unter Männern
- 2003: Donna Leon – Venezianisches Finale
- 2006: Tatort – Revanche
- 2009: Erntedank. Ein Allgäukrimi
- 2012: Die Heimkehr (Fernsehfilm)
- 2012: Die Verführerin Adele Spitzeder

## Theaterarbeiten
- 2018: Wer Hunger hat soll Vögel gucken, Drama von E. L. Karhu für vier Schauspieler; deutsche Uraufführung am 9. Februar 2018 am Theater Blaue Maus in München, Regie: Robert Spitz.[3]